# Avenida Rei Pelé

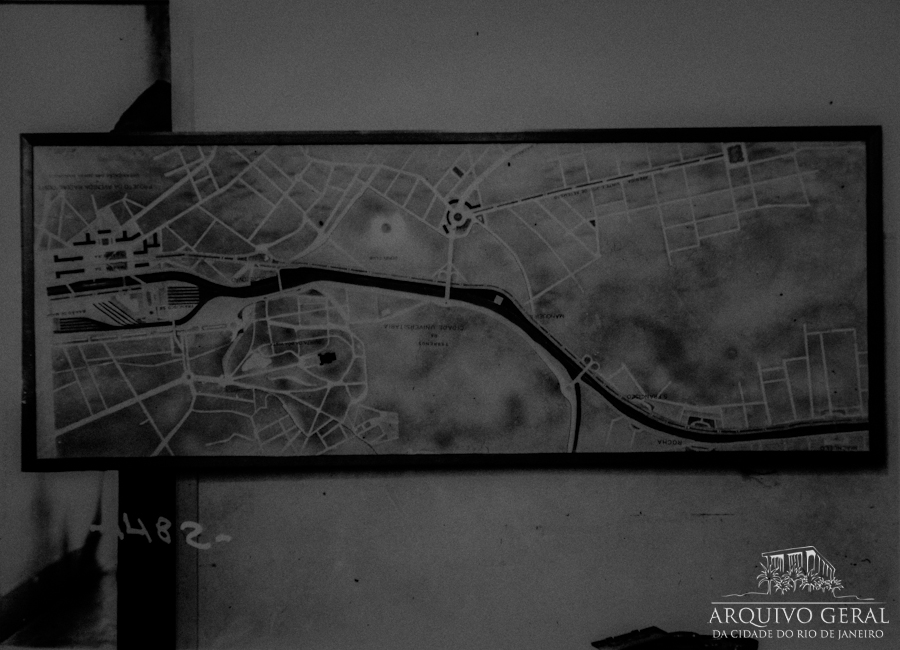
Projeto da antiga Avenida Radial Oeste

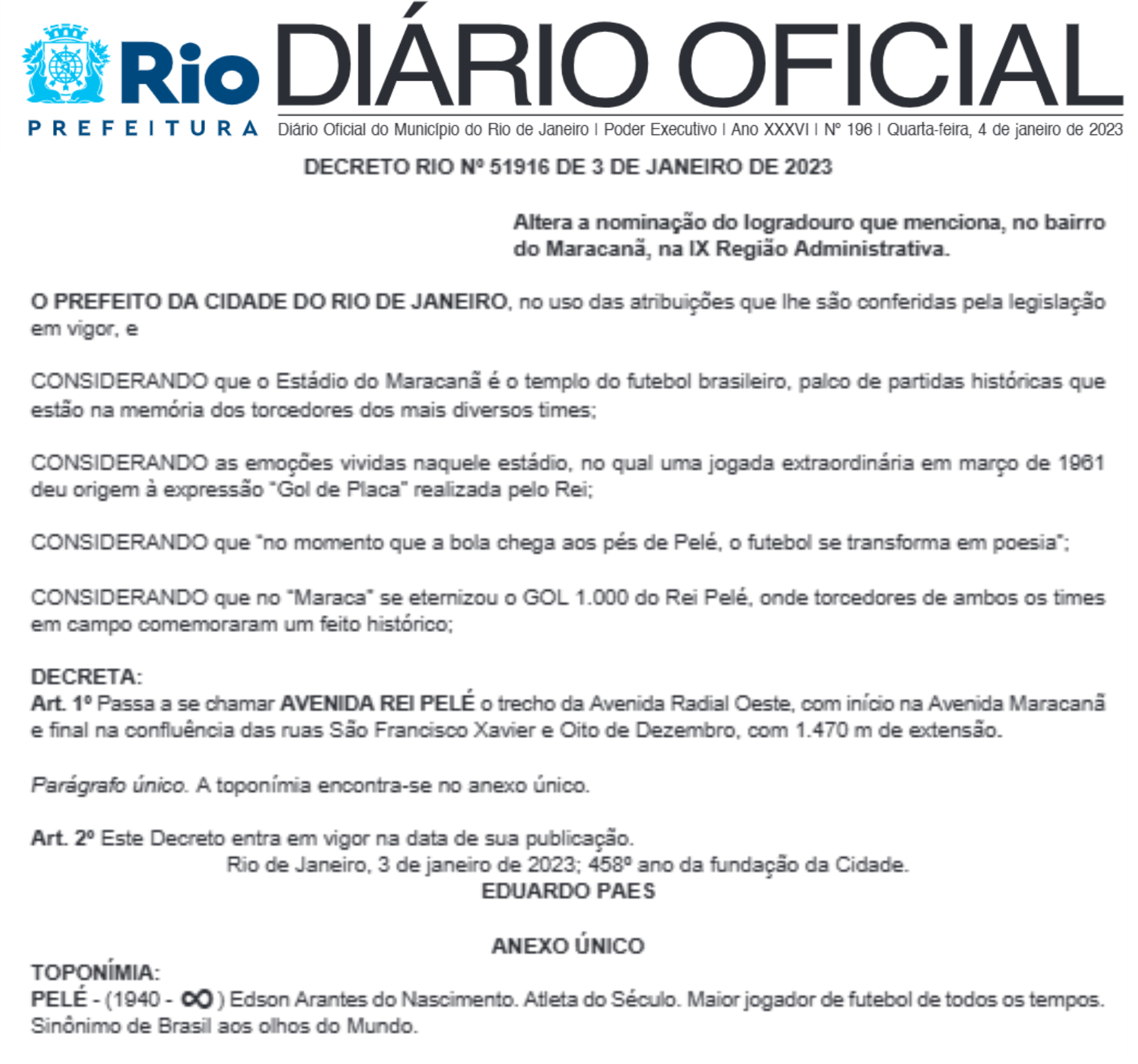
Decreto municipal de oficialização do nome da avenida (Imagem: Diário Oficial da cidade do Rio de Janeiro)

Avenida Rei Pelé, antes chamada Avenida Presidente Castelo Branco, ou popularmente conhecida como Radial Oeste, é uma via pública da cidade do Rio de Janeiro localizada na Praça da Bandeira, no Maracanã, Grande Tijuca estendendo-se até São Francisco Xavier no Grande Méier.

## Mudança do nome da via
Numa postagem no Twitter, o prefeito Eduardo Paes fez uma enquete para saber se a Radial Oeste deveria mudar de nome. Como a maioria optou por mudar, em 4 de janeiro de 2023 o Diário Oficial da cidade do Rio de janeiro publicou a legislação que alterava o nome para Avenida Rei Pelé, em homenagem ao ex-jogador Pelé.